# ديفيد أرت ويلز
ديفيد أرت ويلز (بالإنجليزية: David Art Wales)‏ هو فنان أسترالي، ولد في 6 فبراير 1964.